# Schiener Berg und westlicher Untersee
Das Gebiet Schiener Berg und westlicher Untersee ist ein mit Verordnung vom 1. Januar 2005 durch das Regierungspräsidium Freiburg nach der Richtlinie 92/43/EWG (Fauna-Flora-Habitat-Richtlinie) ausgewiesenes Schutzgebiet (SG-Nummer DE-8319-341) im Südosten des deutschen Landes Baden-Württemberg.

## Lage
Das rund 2.600 Hektar (ha) große Schutzgebiet „Schiener Berg und westlicher Untersee“ gehört naturräumlich zum Hegau. Seine fünf Teilgebiete liegen auf Gemarkungen der Gemeinden Gaienhofen (259,6298 ha = 10 %), Moos (25,9629 ha = 1 %) und Öhningen (1.038,5194 ha = 40 %) im Landkreis Konstanz sowie einer durchschnittlichen Höhe von 576 m ü. NHN.

## Beschreibung
Beschrieben wird das Schutzgebiet als „reich strukturierter Lebensraum mit dominierendem Feuchtgrünland, Rieden und zahlreichen Hang-/Kalkflachmooren, Ufer- und  Flachwasserzonen am Untersee sowie dem Aachlauf mit Feuchtgebieten auf der Halbinsel Höri, für eine Vielzahl seltener und zum Teil stark gefährdeter Tier- und Pflanzenarten. Es ist ein national bedeutsames Brut-, Rast-, Durchzugs- und Überwinterungsgebiet für Vogelarten der Feuchtgebiete sowie ein vielfältiger Natur- und Kulturraum von besonderer Eigenart und Schönheit“.
Lebensraumklassen (Anteil der Gesamtfläche)
|                                                              |                                                              |  |      |      |
| N06 – Binnengewässer, stehend und fließend                   | N06 – Binnengewässer, stehend und fließend                   |  | 50 % | 50 % |
| N10 – Feuchtes und mesophiles Grünland                       | N10 – Feuchtes und mesophiles Grünland                       |  | 17 % | 17 % |
| N15 – Anderes Ackerland                                      | N15 – Anderes Ackerland                                      |  | 8 %  | 8 %  |
| N16 – Laubwald                                               | N16 – Laubwald                                               |  | 7 %  | 7 %  |
| N19 – Mischwald                                              | N19 – Mischwald                                              |  | 5 %  | 5 %  |
| N21 – Nichtwaldgebiete mit hölzernen Pflanzen, Gestrüpp usw. | N21 – Nichtwaldgebiete mit hölzernen Pflanzen, Gestrüpp usw. |  | 13 % | 13 % |
|                                                              |                                                              |  |      |      |

Lebensraumtypen (in Hektar)
- 3130 – Nährstoffarme bis mäßig nährstoffreiche Stillgewässer: 1
- 3140 – Kalkreiche, nährstoffarme Stillgewässer mit Armleuchteralgen: 1.325,6
- 3150 – Natürliche nährstoffreiche Seen: 1
- 3260 – Fließgewässer mit flutender Wasservegetation: 1
- 6210 – Kalk-Magerrasen: 4
- 6410 – Pfeifengraswiese: 5,4
- 6430 – Feuchte Hochstaudenfluren: 1,1
- 6510 – Magere Flachland-Mähwiesen: 95
- 7210 – Kalkreiche Sümpfe mit Schneidried: 0,2
- 7220 – Kalktuffquellen: 1
- 7230 – Kalkreiches Niedermoor: 12,8
- 9130 – Waldmeister-Buchenwald: 19,7
- 9180 – Schlucht- und Hangmischwald: 0,3
- 91E0 – Auenwald: 19,1

## Zusammenhängende Schutzgebiete
Mit dem FFH-Gebiet „Schiener Berg und westlicher Untersee“ sind das Vogelschutzgebiet „Untersee des Bodensees“ (8220-401), die Naturschutzgebiete „Stehlwiesen“ (3.039), „Bodenseeufer (Gemarkung Öhningen)“ (3.058), „Moor am Oberbühlhof“ (3.079), „Graues Ried“ (3.099), „Hangried Schrännen“ (3.181), „Segete“ (3.182), „Kattenhorner Bühl“ (3.222), „Hornspitze auf der Höri“ (3.235), „Bühler Moos“ (3.238), „Bodenseeufer (Gmk. Gaienhofen, Horn, Gundholzen)“ (3.582) und „Bodenseeufer (Gmk. Wangen, Hemmenhofen)“ (3.583) sowie die Landschaftsschutzgebiete „Bodenseeufer“ (3.35.003) und „Schienerberg“ (3.35.006) als zusammenhängende Schutzgebiete ausgewiesen.

## Flora und Fauna
Folgende Arten sind gemäß Artikel 4 der Richtlinie 2009/147/EG und Anhang II der Richtlinie 92/43/EWG für die Beurteilung des FFH-Gebiets von besonderer Bedeutung und stehen unter entsprechendem Schutz:

### Flora

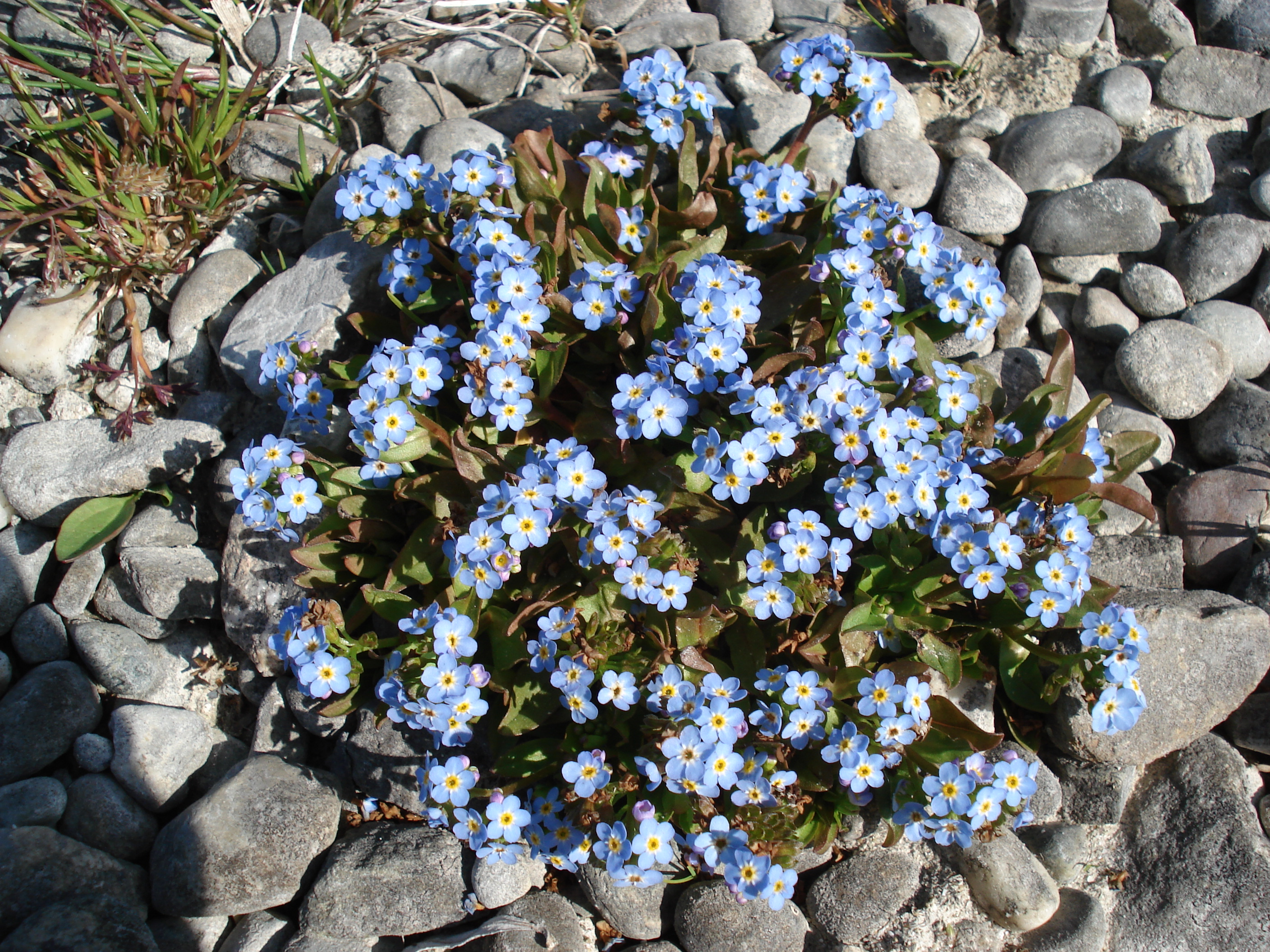
Bodensee-Vergissmeinnicht

- Bodensee-Vergissmeinnicht (Myosotis rehsteineri), Laubmoos Drepanocladus vernicosus und Sumpf-Glanzkraut (Liparis loeselii)

### Fauna
- Amphibien
  - Gelbbauchunke (Bombina variegata) und Nördlicher Kammmolch (Triturus cristatus)
- Insekten
  - Helm-Azurjungfer (Coenagrion mercuriale)
- Säugetiere
  - Europäischer Biber (Castor fiber) und Großes Mausohr (Myotis myotis)
- Weichtiere
  - Bauchige Windelschnecke (Vertigo moulinsiana) und Schmale Windelschnecke (Vertigo angustior)